# Mola (araldica)
La mola, detta anche macina, simboleggia diritto feudale sui molini, ma anche potenza e forza per sua capacità di polverizzare ciò che le viene sottoposto, e sagacia nella ricerca, nello studio e nel governo perché porta alla luce l'interno delle cose macinate.

Due mole d'argento (stemma di Macerata)
Di nero, a cinque mole d'oro ordinate in decusse (Molières, Francia)
Macina d'argento (Choltice, Repubblica Ceca)
D'argento, alla mola di rosso, da cui nascono tre rose dello stesso (Askola, Finlandia)
Mola al naturale (Arroyomolinos de León, Spagna)